# Municipio de Red Rock (Dakota del Sur)
El municipio de Red Rock (en inglés: Red Rock Township) es un municipio ubicado en el condado de Minnehaha en el estado estadounidense de Dakota del Sur. En el año 2010 tenía una población de 363 habitantes y una densidad poblacional de 5,97 personas por km².

## Geografía
El municipio de Red Rock se encuentra ubicado en las coordenadas 43°38′17″N 96°30′7″O / 43.63806, -96.50194. Según la Oficina del Censo de los Estados Unidos, el municipio tiene una superficie total de 60.76 km², de la cual 60,73 km² corresponden a tierra firme y (0,06 %) 0,04 km² es agua.

## Demografía
Según el censo de 2010, había 363 personas residiendo en el municipio de Red Rock. La densidad de población era de 5,97 hab./km². De los 363 habitantes, el municipio de Red Rock estaba compuesto por el 99,17 % blancos, el 0,28 % eran asiáticos, el 0,55 % eran isleños del Pacífico. Del total de la población el 0 % eran hispanos o latinos de cualquier raza.